# Campionati mondiali di canoa/kayak 2002
I 32esimi Campionati mondiali di canoa/kayak si sono svolti a Siviglia (Spagna) nel 2002.
| Pos. | Paese       | Oro | Argento | Bronzo | Totale |
| ---- | ----------- | --- | ------- | ------ | ------ |
| 1    | Ungheria    | 6   | 1       | 4      | 11     |
| 2    | Slovacchia  | 4   | 0       | 0      | 4      |
| 3    | Polonia     | 3   | 4       | 2      | 9      |
| 4    | Germania    | 2   | 6       | 4      | 12     |
| 5    | Spagna      | 2   | 2       | 4      | 8      |
| 6    | Russia      | 2   | 1       | 1      | 4      |
| 7    | Cuba        | 2   | 1       | 0      | 3      |
| 8    | Romania     | 1   | 1       | 1      | 3      |
| 9    | Norvegia    | 1   | 1       | 0      | 2      |
| 10   | Lituania    | 1   | 0       | 1      | 2      |
| 11   | Australia   | 1   | 0       | 0      | 1      |
| 11   | Svezia      | 1   | 0       | 0      | 1      |
| 13   | Canada      | 0   | 3       | 1      | 4      |
| 14   | Bulgaria    | 0   | 1       | 4      | 5      |
| 15   | Uzbekistan  | 0   | 1       | 1      | 2      |
| 16   | Argentina   | 0   | 1       | 0      | 1      |
| 16   | Bielorussia | 0   | 1       | 0      | 1      |
| 16   | Cina        | 0   | 1       | 0      | 1      |
| 16   | Rep. Ceca   | 0   | 1       | 0      | 1      |
| 20   | Italia      | 0   | 0       | 2      | 2      |
| 21   | Israele     | 0   | 0       | 1      | 1      |

## Medaglie Canoa

### C1 200m
| Posizione | Atleta            | Paese    | Tempo |
| --------- | ----------------- | -------- | ----- |
|           | Maxim Opalev      | Russia   |       |
|           | Andrzej Jezierski | Polonia  |       |
|           | Christian Gille   | Germania |       |

### C1 500m
| Posizione | Atleta          | Paese    | Tempo |
| --------- | --------------- | -------- | ----- |
|           | Maxim Opalev    | Russia   |       |
|           | György Kolonics | Ungheria |       |
|           | Andreas Dittmer | Germania |       |

### C2 200m
| Posizione | Atleta                          | Paese     | Tempo |
| --------- | ------------------------------- | --------- | ----- |
|           | Ibrahim Rojas Ledis Balceiro    | Cuba      |       |
|           | Petr Netusil Petr Fuksa         | Rep. Ceca |       |
|           | Ionel Averian Mihail Vartolomei | Romania   |       |

### C2 500m
| Posizione | Atleta                             | Paese   | Tempo |
| --------- | ---------------------------------- | ------- | ----- |
|           | Ibrahim Rojas Ledis Balceiro       | Cuba    |       |
|           | Silviu Simiocencu Florin Popescu   | Romania |       |
|           | Aleksandr Kostoglod Serguei Ulegin | Russia  |       |

### C2 1000m
| Posizione | Atleta                            | Paese   | Tempo |
| --------- | --------------------------------- | ------- | ----- |
|           | Michał Śliwiński Marcin Kobierski | Polonia |       |
|           | Ibrahim Rojas Ledis Balceiro      | Cuba    |       |
|           | Mike Scarola Richard Dalton       | Canada  |       |

### C4 200m
| Posizione | Atleta                                                       | Paese      | Tempo |
| --------- | ------------------------------------------------------------ | ---------- | ----- |
|           | Ratislav Kutez Ladislav Belovic Juraj Liptak Martin Chorvath | Slovacchia |       |
|           | Jaime Acuna Aike Gonzales Oier Azpurua Manuel Muñoz          | Spagna     |       |
|           | Robert Hegedus Gábor Horváth Istvan Bee Vince Fehevari       | Ungheria   |       |

### C4 500m
| Posizione | Atleta                                                                   | Paese   | Tempo |
| --------- | ------------------------------------------------------------------------ | ------- | ----- |
|           | Mitică Pricop Ionel Averian Florin Popescu Mihail Vartolomei             | Romania |       |
|           | Alexandre Artemida Roman Krougliakov Andrei Kabanov Konstantin Formichev | Russia  |       |
|           | Jaime Acuna Aike Gonzales Oier Aizpurua Manuel Muñoz                     | Spagna  |       |

### C4 1000m
| Posizione | Atleta                                                                      | Paese       | Tempo |
| --------- | --------------------------------------------------------------------------- | ----------- | ----- |
|           | Adam Ginter Michal Gajovnik Roman Rynkiewicz Andrzej Jeziersky              | Polonia     |       |
|           | Attila Buday Tamas junior Buday Maxime Boilard Dmitri Joukovski             | Canada      |       |
|           | Aleksander Kurlandchick Aleks Bogdanovich Semen Saponenko Aleks Zhoukovskii | Bielorussia |       |

## Medaglie Kayak

### K1 200m
| Posizione | Atleta             | Paese      | Tempo |
| --------- | ------------------ | ---------- | ----- |
|           | Ronald Rauhe       | Germania   |       |
|           | Anton Ryakhov      | Uzbekistan |       |
|           | Romas Petrukanecas | Lituania   |       |

| Posizione | Atleta               | Paese   | Tempo |
| --------- | -------------------- | ------- | ----- |
|           | Teresa Portela Rivas | Spagna  |       |
|           | Caroline Brunet      | Canada  |       |
|           | Elzbieta Urbanczyk   | Polonia |       |

### K1 500m
| Posizione | Atleta          | Paese      | Tempo |
| --------- | --------------- | ---------- | ----- |
|           | Nathan Baggaley | Australia  |       |
|           | Petăr Merkov    | Bulgaria   |       |
|           | Anton Ryakhov   | Uzbekistan |       |

| Posizione | Atleta          | Paese    | Tempo |
| --------- | --------------- | -------- | ----- |
|           | Katalin Kovács  | Ungheria |       |
|           | Caroline Brunet | Canada   |       |
|           | Josefa Idem     | Italia   |       |

### K1 1000m
| Posizione | Atleta             | Paese     | Tempo |
| --------- | ------------------ | --------- | ----- |
|           | Eirik Verås Larsen | Norvegia  |       |
|           | Javier Correa      | Argentina |       |
|           | Adam Seroczynski   | Polonia   |       |

| Posizione | Atleta         | Paese    | Tempo |
| --------- | -------------- | -------- | ----- |
|           | Katalin Kovács | Ungheria |       |
|           | Katrin Wagner  | Germania |       |
|           | Josefa Idem    | Italia   |       |

### K2 200m
| Posizione | Atleta                             | Paese    | Tempo |
| --------- | ---------------------------------- | -------- | ----- |
|           | Alvydas Duonela Egidijus Balciunas | Lituania |       |
|           | Marek Twardowski Adam Wysocki      | Polonia  |       |
|           | Ronald Rauhe Tim Wieskötter        | Germania |       |

| Posizione | Atleta                                 | Paese    | Tempo |
| --------- | -------------------------------------- | -------- | ----- |
|           | Beatrix Manchon Portillo Sonia Molanes | Spagna   |       |
|           | Joanna Skowron Aneta Pastuszka         | Polonia  |       |
|           | Delyana Dacheva Bonka Pindzeva         | Bulgaria |       |

### K2 500m
| Posizione | Atleta                        | Paese    | Tempo |
| --------- | ----------------------------- | -------- | ----- |
|           | Ronald Rauhe Tim Wieskötter   | Germania |       |
|           | Marek Twardowski Adam Wysocki | Polonia  |       |
|           | Botond Storcz Zoltán Kammerer | Ungheria |       |

| Posizione | Atleta                                 | Paese    | Tempo |
| --------- | -------------------------------------- | -------- | ----- |
|           | Szilvia Szabó Kinga Bóta               | Ungheria |       |
|           | Manuela Mucke Katrin Wagner            | Germania |       |
|           | Beatrix Manchon Portillo Sonia Molanes | Spagna   |       |

### K2 1000m
| Posizione | Atleta                                 | Paese    | Tempo |
| --------- | -------------------------------------- | -------- | ----- |
|           | Markus Oscarsson Henrik Nilsson        | Svezia   |       |
|           | Eirik Verås Larsen Nils Olav Fjeldheim | Norvegia |       |
|           | Krisztian Vereb Ákos Vereckei          | Ungheria |       |

| Posizione | Atleta                           | Paese    | Tempo |
| --------- | -------------------------------- | -------- | ----- |
|           | Szilvia Szabó Kinga Bóta         | Ungheria |       |
|           | Manuela Mucke Nadine Opgen-Rhein | Germania |       |
|           | Larissa Pessakhovitch Adi Kafni  | Israele  |       |

### K4 200m
| Posizione | Atleta                                                     | Paese      | Tempo |
| --------- | ---------------------------------------------------------- | ---------- | ----- |
|           | Michal Riszdorfer Richard Riszdorfer Erik Vlček Juraj Bača | Slovacchia |       |
|           | Björn Bach Stefan Ulm Andreas Ihle Mark Zabel              | Germania   |       |
|           | Milko Kasanov Ivan Hristov Yordan Yordanov Petăr Merkov    | Bulgaria   |       |

| Posizione | Atleta                                                                           | Paese    | Tempo |
| --------- | -------------------------------------------------------------------------------- | -------- | ----- |
|           | Natasa Janics Szilvia Szabó Timea Paksy Kinga Bóta                               | Ungheria |       |
|           | Isabel Garcia Suarez Beatrix Manchon Portillo Sonia Morales Teresa Portela Rivas | Spagna   |       |
|           | Katrin Wagner Anett Schuck Manuela Mucke Maike Nollen                            | Germania |       |

### K4 500m
| Posizione | Atleta                                                               | Paese       | Tempo |
| --------- | -------------------------------------------------------------------- | ----------- | ----- |
|           | Richard Riszdorfer Michal Riszdorfer Erik Vlček Juraj Bača           | Slovacchia  |       |
|           | Alexei Skurkovskii Aleksei Abalmasov Vadim Makhnev Roman Petrushenko | Bielorussia |       |
|           | Jaime Acuna Aike Gonzales Oier Aizpurua Manuel Muñoz                 | Spagna      |       |

| Posizione | Atleta                                                                          | Paese    | Tempo |
| --------- | ------------------------------------------------------------------------------- | -------- | ----- |
|           | Katalin Kovács Szilvia Szabó Erzsébet Viski Kinga Bóta                          | Ungheria |       |
|           | Anett Schuck Manuela Mucke Maike Nollen Katrin Wagner                           | Germania |       |
|           | Sonia Molanes Beatrix Manchon Portillo Maria Isabel Garcia Teresa Portela Rivas | Spagna   |       |

### K4 1000m
| Posizione | Atleta                                                     | Paese      | Tempo |
| --------- | ---------------------------------------------------------- | ---------- | ----- |
|           | Michal Riszdorfer Richard Riszdorfer Erik Vlček Juraj Bača | Slovacchia |       |
|           | Björn Bach Stefan Ulm Andreas Ihle Mark Zabel              | Germania   |       |
|           | Milko Kasanov Ivan Hristov Yordan Yordanov Petăr Merkov    | Bulgaria   |       |

| Posizione | Atleta                                                            | Paese    | Tempo |
| --------- | ----------------------------------------------------------------- | -------- | ----- |
|           | Aneta Pastuszka Joanna Skowron Karolina Sadalska Aneta Bialkowska | Polonia  |       |
|           | Hongyan Zhong Lina Fan Yi Gao Limbei Xu                           | Cina     |       |
|           | Timea Paksy Latalin Moni Alexandra Xseresztesi Erzsébet Viski     | Ungheria |       |